# Synallaxis propinqua
Synallaxis propinqua là một loài chim trong họ Furnariidae.